# George Porter
George Hornidge Porter, baron Porter van Luddenham (Stainforth (Yorkshire), 6 december 1920 – Canterbury, 31 augustus 2002) was een Brits chemicus. Hem werd in 1967 de Nobelprijs voor de Scheikunde toegekend voor zijn aandeel in het onderzoek naar zeer snelle reacties die worden veroorzaakt door zeer korte energiepulsen.

## Biografie
Porter was de zoon van John Smith Porter en Alice Ann Roebuck. Hij behaalde zijn doctoraal scheikunde aan de Universiteit van Leeds. Na de Tweede Wereldoorlog deed hij onderzoek aan de Universiteit van Cambridge bij Ronald Norrish. In 1955 werd hij benoemd tot hoogleraar fysische chemie aan de Universiteit van Sheffield en later als hoofd van faculteit en Firth Professor. In 1963 werd hij Fullerian Professor of Chemistry aan de Royal Institution te Londen en in 1966 tevens directeur als opvolger van William Lawrence Bragg.
Rond 1950 ontwikkelden Eigen, Norrish en Porter methoden waarbij ze het bestaan van zeer kort levende moleculen, of fragmenten ervan, konden aantonen. Deze methode betrof het gebruik van flitsfotolyse (zeer korte lichtpulsen) voor het verlichten van gasvormige vrije radicalen middels kinetische spectroscopie. In 1975 was hij in staat moleculen te detecteren met een levensduur van slechts 1 picoseconde. Zijn werk heeft bijgedragen tot de ontwikkeling van de fotochemie, met toepassingen op biochemische problemen.
In 1955 ontving hij de Corday-Morgan Medaille en Prijs ofwel de Corday-Morgan Medal and Prize een hoge onderscheiding die jaarlijks wordt toegekend door de Royal Society of Chemistry. Daarnaast ontving hij de Davy-medaille (1971), de Rumford Medal (1978), de Faraday Medal (1980) en de Copley Medal (1992). De Nobelprijs voor de Scheikunde ontving hij samen met de Norrish en Manfred Eigen. Porter was redacteur bij het Bulletin of the Atomic Scientists, een online publicatie.

## The Royal Institution Christmas Lectures
Porter heeft twee keer een lezingen gehouden voor The Royal Institution Christmas Lectures. In 1969 gaf hij een lezing over "Time Machines" en in 1976 over "The Natural History of a Sunbeam". De lezingen van het Royal Institution of Great Britain worden nog altijd jaarlijks in Londen met kerstmis gegeven.

1901: Van 't Hoff ·
1902: E. Fischer ·
1903: Arrhenius ·
1904: Ramsay ·
1905: Baeyer ·
1906: Moissan ·
1907: Buchner ·
1908: Rutherford ·
1909: Ostwald ·
1910: Wallach ·
1911: Curie ·
1912: Grignard, Sabatier ·
1913: Werner ·
1914: Richards ·
1915: Willstätter ·
1918: Haber ·
1920: Nernst ·
1921: Soddy ·
1922: Aston ·
1923: Pregl ·
1925: Zsigmondy ·
1926: Svedberg ·
1927: Wieland ·
1928: Windaus ·
1929: Harden, Euler-Chelpin ·
1930: H. Fischer · 
1931: Bosch, Bergius ·
1932: Langmuir ·
1934: Urey ·
1935: F. Joliot-Curie, I. Joliot-Curie ·
1936: Debye ·
1937: Haworth, Karrer ·
1938: Kuhn ·
1939: Butenandt, Ružička ·
1943: Hevesy · 
1944: Hahn ·
1945: Virtanen ·
1946: Sumner, Northrop, Stanley ·
1947: Robinson · 
1948: Tiselius · 
1949: Giauque ·
1950: Diels, Alder ·
1951: McMillan, Seaborg ·
1952: Martin, Synge ·
1953: Staudinger ·
1954: Pauling ·
1955: Vigneaud ·
1956: Hinshelwood, Semjonov ·
1957: Todd ·
1958: Sanger ·
1959: Heyrovský ·
1960: Libby ·
1961: Calvin ·
1962: Perutz, Kendrew ·
1963: Ziegler, Natta ·
1964: Hodgkin ·
1965: Woodward ·
1966: Mulliken ·
1967: Eigen, Norrish, Porter ·
1968: Onsager ·
1969: Barton, Hassel ·
1970: Leloir ·
1971: Herzberg ·
1972: Anfinsen, Moore, Stein · 
1973: E.O. Fischer, Wilkinson · 
1974: Flory ·
1975: Cornforth, Prelog ·
1976: Lipscomb ·
1977: Prigogine · 
1978: Mitchell ·
1979: Brown, Wittig ·
1980: Berg, Gilbert, Sanger ·
1981: Fukui, Hoffmann ·
1982: Klug ·
1983: Taube ·
1984: Merrifield ·
1985: Hauptman, Karle ·
1986: Herschbach, Lee, Polanyi ·
1987: Cram, Lehn, Pedersen ·
1988: Deisenhofer, Huber, Michel ·
1989: Altman, Cech ·
1990: Corey ·
1991: Ernst ·
1992: Marcus ·
1993: Mullis, Smith ·
1994: Olah ·
1995: Crutzen, Molina, Rowland ·
1996: Curl, Kroto, Smalley ·
1997: Boyer, Walker, Skou ·
1998: Kohn, Pople ·
1999: Zewail ·
2000: Heeger, MacDiarmid, Shirakawa ·
2001: Knowles, Noyori, Sharpless ·
2002: Fenn, Tanaka, Wüthrich ·
2003: Agre, MacKinnon ·
2004: Ciechanover, Hershko, Rose ·
2005: Grubbs, Schrock, Chauvin ·
2006: Kornberg ·
2007: Ertl ·
2008: Shimomura, Chalfie, Tsien ·
2009: Steitz, Yonath, Ramakrishnan ·
2010: Heck, Negishi, Suzuki ·
2011: Shechtman ·
2012: Kobilka, Lefkowitz ·
2013: Karplus, Levitt, Warshel ·
2014: Betzig, Hell, Moerner ·
2015: Lindahl, Modrich, Sancar ·
2016: Sauvage, Stoddart, Feringa ·
2017: Dubochet, Frank, Henderson · 
2018: Arnold, Winter, Smith ·   
2019: Goodenough, Whittingham, Yoshino ·
2020: Charpentier, Doudna ·
2021: List, MacMillan ·
2022: Bertozzi, Meldal, Sharpless ·
2023: Bawendi, Brus, Jekimov ·
2024: Baker, Hassabis, Jumper